# Hans Nord
Hans Robert Nord (Scheveningen, 11 oktober 1919 - Den Haag, 16 juli 1996) was een Nederlands liberaal politicus en verzetsstrijder. Nord was lid van de Volkspartij voor Vrijheid en Democratie (VVD).

## Loopbaan
Nord begon als advocaat en procureur in Den Haag, daarna werd hij juridisch adviseur van de Koninklijke Nederlandse Maatschappij ter bevordering der Pharmacie. Nord werd in het verzet als jong advocaat te Den Haag reeds actief voorstander van de Europese eenwording als middel tot verzoening na de oorlog.

## Politiek
Nord was vanaf de oprichting in 1947 lid van het hoofdbestuur van de Beweging van Europese federalisten (BEF). Hij werd een der secretarissen van de Europese Conferentie van Den Haag in 1948 en daarna voorzitter van de Nederlandse Europese Beweging (1958-1963).
Vanuit die positie werd hij in 1963 als opvolger van Frits de Nerée tot Babberich benoemd tot secretaris-generaal van het Europees Parlement (1963-1979).
In die positie heeft hij de toetreding van de Britten, het geboorteland van zijn moeder en zijn echtgenote, Denemarken en Ierland in goede banen geleid en samen met Cees Berkhouwer de directe verkiezingen voorbereid. Toen die eenmaal besloten waren heeft hij zich kandidaat gesteld en wist als lid (1979-1989) en ondervoorzitter van het Europees Parlement met enkele oude kompanen uit het verzet en de Europese Beweging in de zogenoemde 'Krokodilclub' de voorzet te geven voor de vrije interne markt van 1992.
In 1984 werd Hans Nord lijsttrekker voor de VVD in de tweede Europese verkiezingen. Bij zijn afscheid in 1989 werd hij benoemd tot erelid.

## Trivia
Nord werd ook wel door collega's 'Mister Europe' genoemd.
Hans Nord was de broer van de journalist en schrijver Max Nord.